# Pseuderannis lomozemia
Pseuderannis lomozemia là một loài bướm đêm trong họ Geometridae.